# Joe Hill
Joseph Hillström King (Bangor, 4 juni 1972) - publicerend onder het pseudoniem Joe Hill - is een Amerikaanse schrijver. Hij schrijft horror-, sciencefiction- en fantasyverhalen en comics. Hiervoor won hij onder meer verschillende Bram Stoker Awards, British Fantasy Awards, een World Fantasy Award en een Eisner Award. Verschillende verhalen van Hill zijn verfilmd, zoals in de films Horns en In the Tall Grass en de televisieseries NOS4A2 en Locke & Key.
Hill is een zoon van schrijvers Tabitha en Stephen King en oudere broer van schrijver Owen King.

## Boeken en verhalen
Hill begon in 1997 met schrijven en verkoos om dit te doen onder een andere naam dan die van zijn bekende vader. Zo kwam zijn werk niet meteen onder een vergrootglas te liggen. Hij schreef in de jaren die volgden vooral korte verhalen die werden gepubliceerd in verschillende tijdschriften en magazines. Nadat hij tien jaar actief was als schrijver, bevestigde hij in 2007 dat hij in werkelijkheid King heette. Zijn pseudoniem leidde hij af uit zijn eigen geboortenaam, nadat zijn ouders hem hadden vernoemd naar de gelijknamige Zweeds-Amerikaanse vakbondsactivist en songwriter Joe Hill (1879-1915).
Hills eerste boek 20th Century Ghosts uit 2005 is een verzameling van achttien korte verhalen; vier nieuwe en veertien die tussen 2001 en 2005 verschenen in verschillende tijdschriften. Zijn eerste roman volgde twee jaar later, Heart-Shaped Box. Het boek werd vernoemd naar het gelijknamige nummer van rockband Nirvana en gaat over een gepensioneerde rockzanger die morbide spullen verzamelt. Hill won hiervoor de Bram Stoker Award voor beste eerste roman.
Hill werkte een paar keer samen met zijn vader. Ze brachten in 2009 samen de novelle Throttle uit en in 2012 In the Tall Grass.

## Andere publicaties
Naast boeken en verhalen begon Hill in 2008 met het schrijven voor comics. IDW Publishing publiceerde in februari van dat jaar het eerste nummer van zijn serie Locke & Key, die begon met de zesdelige verhaallijn Welcome to Lovecraft. In de jaren daarna volgden verschillende verhaallijnen van ongeveer dezelfde omvang en een paar one-shots. Hill won hiervoor in zowel 2009 als 2012 de British Fantasy Award voor beste comic en in 2011 de Eisner Award voor beste schrijver. Gabriel Rodriguez maakte de tekeningen bij deze verhalen. Locke & Key werd ook bewerkt tot een televisieserie. Het eerste seizoen daarvan ging op 7 februari 2020 in première op Netflix. Hill schreef ook onder meer verschillende miniseries getiteld The Cape en de miniseries Wraith: Welcome to Christmasland, Basketful of Heads, Plunge, Sea Dogs en Dying is Easy.

### Boeken
- The Fireman (2016)
- NOS4A2 (2013)
- Horns (2010)
- Heart-Shaped Box (2007)

### Verhalenbundels
- Full Throttle (2019)
- Strange Weather (2017)
- A Little Silver Book of Sharp Shiny Slivers (2017)
- 20th Century Ghosts (2005)

## Trivia
- Hill was als negenjarige te zien in de film Creepshow, geschreven door zijn vader. Hij speelde 'Billy', die te zien is in de proloog en epiloog.

- Biblioteca Nacional de España: XX4609494
- Bibliothèque nationale de France: cb15620552x (data)
- Catàleg d'autoritats de noms i títols de Catalunya: 981058529163406706
- Gemeinsame Normdatei: 132724898
- International Standard Name Identifier: 0000 0001 1754 749X
- Library of Congress Control Number: nb2006000153
- MusicBrainz: cbe1c9c3-f2cc-4dea-9ae4-7391fd5d40ab
- Bibliotheek van het Japanse parlement: 01111357
- Nationale Bibliotheek van Tsjechië: xx0067929
- Nationale bibliotheek van Australië: 59578963
- Nationale Bibliotheek van Israël: 987007299506305171
- Nationale Bibliotheek van Polen: a0000002764800
- Nationale en Universitaire bibliotheek Zagreb: 000484837
- Nederlandse Thesaurus van Auteursnamen: 298085046
- Réseau des bibliothèques de Suisse occidentale: 02-A014069939
- LIBRIS: 341660
- Système universitaire de documentation: 125321902
- Virtual International Authority File: 29856643